# Список державних мов

## Державні мови за країною
| Країна                           | Офіційні та національні мови |
| -------------------------------- | --- |
| Австралія                        | англійська |
| Австрія                          | німецька |
| Азербайджан                      | азербайджанська |
| Албанія                          | албанська |
| Алжир                            | арабська, берберська |
| Ангола                           | португальська |
| Андорра                          | каталонська |
| Антигуа і Барбуда                | англійська |
| Аргентина                        | іспанська |
| Афганістан                       | пушту, дарі |
| Багамські Острови                | англійська |
| Бангладеш                        | бенгальська |
| Барбадос                         | англійська |
| Бахрейн                          | арабська |
| Беліз                            | англійська |
| Бельгія                          | нідерландська, французька, німецька |
| Бенін                            | французька |
| Білорусь                         | білоруська, російська |
| Бірма                            | бірманська |
| Болгарія                         | болгарська |
| Болівія                          | 37 офіційних мов - іспанська, аймарська, араона, бауре, бесіро, канічана, канівенья, каювава, чакобо, чімане, есе-ехха, гуарані, гуарасуве, гуараю, ітонама, леко, мачахуяї-каллавая, мачінері, маропа, мохеньйо-тринітаріо, мохеньйо-ігнасьяно, море, мосетен, мовіма, пакавара, пукіна, кечуа, сіріоно, такана, тапіете, томороно, уру-чіпая, венхаєк, ямінава, юкі, юкараре, замуко |
| Боснія і Герцеговина             | боснійська, хорватська, сербська |
| Ботсвана                         | англійська |
| Бразилія                         | португальська |
| Бруней                           | малайська |
| Буркіна-Фасо                     | французька |
| Бурунді                          | французька, кірунді |
| Бутан                            | дзонг-ке |
| Вануату                          | біслама, англійська, французька |
| Ватикан                          | італійська |
| Велика Британія                  | англійська |
| Венесуела                        | іспанська |
| В'єтнам                          | в'єтнамська |
| Вірменія                         | вірменська |
| Габон                            | французька |
| Гаїті                            | французька, гаїтянська креольська |
| Гамбія                           | англійська |
| Гана                             | англійська |
| Гаяна                            | англійська |
| Гватемала                        | іспанська |
| Гвінея                           | французька |
| Гвінея-Бісау                     | португальська |
| Гондурас                         | іспанська |
| Гренада                          | англійська |
| Греція                           | грецька |
| Грузія                           | грузинська |
| Данія                            | данська |
| Джибуті                          | арабська, французька |
| Домініка                         | англійська |
| Домініканська Республіка         | іспанська |
| ДР Конго                         | французька |
| Еквадор                          | іспанська |
| Екваторіальна Гвінея             | іспанська, португальська, французька |
| Еритрея                          | тигринья, арабська |
| Естонія                          | естонська |
| Ефіопія                          | амхарська |
| Єгипет                           | арабська |
| Ємен                             | арабська |
| Замбія                           | англійська |
| Зімбабве                         | 15 офіційних мов - англійська, чева, чібарве, каланга, коїсан, намб'я, ндау, ндебеле, шангаан, шона, сото, тонга, тсвана, вендійська, кхоса |
| Ізраїль                          | іврит, арабська |
| Індія                            | гінді, англійська |
| Індонезія                        | індонезійська |
| Ірак                             | арабська, курдська |
| Іран                             | перська |
| Ірландія                         | ірландська, англійська |
| Ісландія                         | ісландська |
| Іспанія                          | іспанська |
| Італія                           | італійська |
| Йорданія                         | арабська |
| Кабо-Верде                       | португальська |
| Казахстан                        | казахська, російська |
| Камбоджа                         | кхмерська |
| Камерун                          | англійська, французька |
| Канада                           | англійська, французька |
| Катар                            | арабська |
| Кенія                            | суахілі, англійська |
| Киргизстан                       | киргизька, російська |
| Кіпр                             | грецька, турецька |
| Кірибаті                         | англійська, кірибаті |
| КНР                              | китайська |
| Колумбія                         | іспанська |
| Коморські Острови                | коморська, арабська, французька |
| Коста-Рика                       | іспанська |
| Кот-д'Івуар                      | французька |
| Куба                             | іспанська |
| Кувейт                           | арабська |
| Лаос                             | лаоська |
| Латвія                           | латиська |
| Лесото                           | сесото, англійська |
| Литва                            | литовська |
| Ліберія                          | англійська |
| Ліван                            | арабська |
| Лівія                            | арабська |
| Ліхтенштейн                      | німецька |
| Люксембург                       | люксембурзька, німецька, французька |
| Маврикій                         | англійська, французька, маврикійська креольська, бходжпурі |
| Мавританія                       | арабська |
| Мадагаскар                       | малагасійська, французька |
| Малаві                           | англійська |
| Малайзія                         | малайська |
| Малі                             | французька |
| Мальдіви                         | мальдівська |
| Мальта                           | мальтійська, англійська |
| Марокко                          | арабська, берберська |
| Маршаллові Острови               | маршальська, англійська |
| Мексика                          | іспанська |
| Мозамбік                         | португальська |
| Молдова                          | румунська |
| Монако                           | французька |
| Монголія                         | монгольська |
| Намібія                          | англійська |
| Науру                            | науруанська, англійська |
| Непал                            | непальська |
| Нігер                            | французька |
| Нігерія                          | англійська |
| Нідерланди                       | нідерландська |
| Нікарагуа                        | іспанська |
| Німеччина                        | німецька |
| Нова Зеландія                    | англійська, маорі |
| Норвегія                         | норвезька, саамська |
| ОАЕ                              | арабська, англійська |
| Оман                             | арабська |
| Пакистан                         | урду, англійська |
| Палау                            | англійська, палауська |
| Палестина                        | арабська |
| Панама                           | іспанська |
| Папуа Нова Гвінея                | англійська, ток-пісін, гірі-моту |
| Парагвай                         | іспанська, гуарані |
| Перу                             | іспанська, кечуа, аймарська |
| Південна Корея                   | корейська |
| Південний Судан                  | англійська |
| Південно-Африканська Республіка  | 11 офіційних мов - англійська, африкаанс, північна сото, південна сото, південна ндебеле, сваті, тсонга, тсвана, вендійська, кхоса, зулу |
| Північна Корея                   | корейська |
| Польща                           | польська |
| Португалія                       | португальська |
| Республіка Конго                 | французька |
| Північна Македонія               | македонська |
| Росія                            | російська |
| Руанда                           | руандійська, французька, англійська |
| Румунія                          | румунська |
| Сальвадор                        | іспанська |
| Самоа                            | самоанська, англійська |
| Сан-Марино                       | італійська |
| Сан-Томе і Принсіпі              | португальська |
| Саудівська Аравія                | арабська |
| Есватіні                         | сваті, англійська |
| Сейшельські Острови              | англійська, французька, сейшельська креольська |
| Сенегал                          | французька |
| Сент-Вінсент і Гренадини         | англійська |
| Сент-Кіттс і Невіс               | англійська |
| Сент-Люсія                       | англійська |
| Сербія                           | сербська |
| Сирія                            | арабська |
| Сінгапур                         | англійська, малайська, китайська, тамільська |
| Словаччина                       | словацька |
| Словенія                         | словенська |
| Соломонові Острови               | англійська |
| Сомалі                           | сомалійська, арабська |
| Судан                            | арабська, англійська |
| Суринам                          | нідерландська |
| Східний Тимор                    | португальська, тетум |
| США                              | англійська |
| Сьєрра-Леоне                     | англійська |
| Таджикистан                      | таджицька |
| Таїланд                          | тайська |
| Танзанія                         | суахілі |
| Того                             | французька |
| Тонга                            | тонганська, англійська |
| Тринідад і Тобаго                | англійська |
| Тувалу                           | англійська, тувалуанська |
| Туніс                            | арабська |
| Туреччина                        | турецька |
| Туркменістан                     | туркменська |
| Уганда                           | англійська, суахілі |
| Угорщина                         | угорська |
| Узбекистан                       | узбецька |
| Україна                          | українська |
| Уругвай                          | іспанська |
| Федеративні Штати Мікронезії     | англійська |
| Фіджі                            | англійська, фіджійська, фіджійська гінді |
| Філіппіни                        | філіппінська, англійська |
| Фінляндія                        | фінська, шведська |
| Франція                          | французька |
| Хорватія                         | хорватська |
| Центральноафриканська Республіка | французька, санго |
| Чад                              | французька, арабська |
| Чехія                            | чеська |
| Чилі                             | іспанська |
| Чорногорія                       | чорногорська |
| Швейцарія                        | німецька, французька, італійська, ретороманська |
| Швеція                           | шведська |
| Шрі-Ланка                        | сингальська, тамільська |
| Ямайка                           | англійська |
| Японія                           | японська |

## Найбільш поширені мови
| Мова               | Кількість країн | Країни, де мова є державною або офіційною |
| ------------------ | --------------- | --- |
| Англійська мова    | 57              | Велика Британія, Ірландія, Сполучені Штати Америки, Канада, Австралія, Нова Зеландія, Папуа Нова Гвінея, Індія, Пакистан, Мальта, Південно-Африканська Республіка, Об'єднані Арабські Емірати, Сінгапур, Філіппіни, Ямайка, Барбадос, Беліз, Антигуа і Барбуда, Сент-Вінсент і Гренадини, Сент-Кіттс і Невіс, Сент-Люсія, Багамські Острови, Гренада, Домініка, Тринідад і Тобаго, Гаяна, Вануату, Кірибаті, Маршаллові Острови, Науру, Палау, Самоа, Сейшельські острови, Соломонові Острови, Тонга, Тувалу, Федеративні Штати Мікронезії, Фіджі, Ботсвана, Гамбія, Гана, Замбія, Зімбабве, Камерун, Кенія, Лесото, Ліберія, Маврикій, Малаві, Намібія, Нігерія, Руанда, Есватіні, Судан, Південний Судан, Сьєрра-Леоне, Уганда |
| Французька мова    | 30              | Франція, Швейцарія, Бельгія, Канада, Люксембург, Монако, Гаїті, Бенін, Буркіна-Фасо, Бурунді, Габон, Гвінея, Джибуті, Екваторіальна Гвінея, Камерун, Республіка Конго, Демократична Республіка Конго, Коморські Острови, Кот-д'Івуар, Маврикій, Мадагаскар, Малі, Нігер, Руанда, Сенегал, Того, Центральноафриканська Республіка, Чад, Сейшельські острови, Вануату |
| Арабська мова      | 25              | Саудівська Аравія, Об'єднані Арабські Емірати, Бахрейн, Ємен, Ірак, Йорданія, Катар, Кувейт, Ліван, Оман, Сирія, Єгипет, Алжир, Туніс, Марокко, Лівія, Джибуті, Еритрея, Коморські Острови, Мавританія, Сомалі, Судан, Чад, Палестинська держава, Ізраїль |
| Іспанська мова     | 20              | Іспанія, Мексика, Аргентина, Чилі, Болівія, Венесуела, Еквадор, Колумбія, Парагвай, Перу, Уругвай, Куба, Гватемала, Гондурас, Коста-Рика, Нікарагуа, Панама, Сальвадор, Домініканська Республіка, Екваторіальна Гвінея |
| Португальська мова | 9               | Португалія, Бразилія, Ангола, Гвінея-Бісау, Екваторіальна Гвінея, Кабо-Верде, Мозамбік, Сан-Томе і Принсіпі, Східний Тимор |
| Німецька мова      | 6               | Німеччина, Австрія, Швейцарія, Бельгія, Люксембург, Ліхтенштейн |